# Лісбург (Вірджинія)
Лісбург (англ. Leesburg) — місто (англ. town) в США, в окрузі Лаудун штату Вірджинія. Населення — 48 250 осіб (2020).

## Географія
Лісбург розташований за координатами 39°6′23″ пн. ш. 77°33′20″ зх. д. / 39.10639° пн. ш. 77.55556° зх. д. (39.106506, -77.555574).  За даними Бюро перепису населення США в 2010 році місто мало площу 32,28 км², з яких 32,09 км² — суходіл та 0,19 км² — водойми.

## Демографія
Згідно з переписом 2010 року, у місті мешкало 42 616 осіб у 14 441 домогосподарстві у складі 10 522 родин. Густота населення становила 1320 осіб/км².  Було 15119 помешкань (468/км²).
Расовий склад населення:
| - 71,1 % — білих - 9,5 % — чорних або афроамериканців - 7,1 % — азіатів - 0,4 % — корінних американців - 7,5 % — осіб інших рас |

До двох чи більше рас належало 4,3 %. Частка іспаномовних становила 17,4 % від усіх жителів.
За віковим діапазоном населення розподілялося таким чином: 30,7 % — особи молодші 18 років, 63,3 % — особи у віці 18—64 років, 6,0 % — особи у віці 65 років та старші. Медіана віку мешканця становила 33,3 року. На 100 осіб жіночої статі у місті припадало 95,8 чоловіків;  на 100 жінок у віці від 18 років та старших — 93,5 чоловіків також старших 18 років.
Середній дохід на одне домашнє господарство  становив 119 988 доларів США (медіана — 103 238), а середній дохід на одну сім'ю — 129 506 доларів (медіана — 116 034). Медіана доходів становила 73 488 доларів для чоловіків та 50 943 долари для жінок. За межею бідності перебувало 5,8 % осіб, у тому числі 6,4 % дітей у віці до 18 років та 8,6 % осіб у віці 65 років та старших.
Цивільне працевлаштоване населення становило 26 704 особи. Основні галузі зайнятості: науковці, спеціалісти, менеджери — 21,2 %, освіта, охорона здоров'я та соціальна допомога — 18,9 %, роздрібна торгівля — 10,7 %, мистецтво, розваги та відпочинок — 9,6 %.